# 崔相麗
崔相麗（チェ・サンリョ、朝鮮語: 최상려、生年不詳）は、朝鮮民主主義人民共和国（北朝鮮）の軍人、政治家。朝鮮労働党中央委員会委員、朝鮮労働党中央軍事委員会委員、ミサイル指導局長などを歴任。朝鮮人民軍における軍事称号（階級）は上将。

## 略歴
朝鮮人民軍の保衛総局長を務める。2010年9月の朝鮮労働党の第3回党代表者大会で党中央軍事委員会の委員となる。2016年5月に開催された朝鮮労働党第7次大会で党中央軍事委員会の名簿に掲載されず、中央軍事委員会委員からの退任が確認された。